# Міський мисливець (фільм)
Міський мисливець (англ. City Hunter) — гонконгський фільм з Джекі Чаном у головній ролі. Вийшов на екрани в 1993 році.

## Сюжет
Приватний детектив Руі одержує завдання знайти дочку мільйонера Кіоку, що втекла з будинку. Руі починає пошуки разом зі своєю напарницею Каорі. Пошуки приводять детектива на шикарний туристичний лайнер, але виявляється, що на лайнері подорожує не що тільки дочка мільйонера, але й агенти спецслужби, терористи і його подружка…

## Касові збори
Фільм «Міський мисливець» зібрав 30 762 782 гонконгських доларів за весь театральний пробіг в Гонконгу. Цікаво що японський кіноринок, для якого був створений фільм, був не в захваті від фільму.

## Цікаві факти
- Ім'я «вуличного бійця» було змінене з «Є. Хонда» на «Є. Хонде». Причиною цьому було те, що в Джекі був контракт з компанією «Mitsubishi», а «Honda» — назва конкуруючої компанії.